# Gülsün Sağlamer
Gülsün Sağlamer (ur. 1945 w Trabzonie) – turecka profesor architektury, rektor Uniwersytetu Technicznego w Stambule.

## Życiorys
Gülsün Sağlamer obroniła w 1973 roku doktorat z architektury na Uniwersytecie Technicznym w Stambule, po czym w latach 1974–1975 kontynuowała naukę w Martin Centre, na wydziale architektury Uniwersytetu w Cambridge. W latach 1990–1996 była członkiem komitetu naukowego Tureckiej Rady Badań Naukowych i Technicznych (TUBITAK), prowadziła także gościnne wykłady na Uniwersytecie Królowej w Belfaście.
W latach 1996–2004 Sağlamer sprawowała funkcję rektora Uniwersytetu Technicznego w Stambule; w tym czasie wprowadziła liczne reformy na uczelni. Przez kolejne pięć lat zasiadała w zarządzie Europejskiego Stowarzyszenia Uniwersytetów. Przez cztery kadencje sprawowała rolę doradczą w Działaniach Marii Skłodowskiej-Curie (Marie Sklodowska Curie Action, MSCA). Od 2003 roku jest członkiem komitetu wykonawczego Międzynarodowego Stowarzyszenia Rektorów Uniwersyteckich. W 2012 roku objęła stanowisko prezydenta Stowarzyszenia Uniwersytetów Śródziemnomorskich (Community of Mediterranean Universities), przewodniczy także Europejskiemu Stowarzyszeniu Kobiet Rektorów.
Sağlamer specjalizuje się w budownictwie mieszkaniowym oraz w tematyce wykorzystania projektowania wspomaganego komputerowo w architekturze. Opublikowała ponad 70 artykułów naukowych i koordynowała wiele krajowych i międzynarodowych projektów badawczych. Jest profesorem architektury na Uniwersytecie Technicznym w Stambule i członkiem redakcji czasopism naukowych „Open House International” oraz „International Journal for Housing Science and Its Applications”.
Sağlamer otrzymała kilka nagród architektonicznych, nadano jej także trzy tytuły doctor honoris causa: na Uniwersytecie Carleton (2001), oraz na rumuńskich Universitatea de Nord Din Baia Mare (2002) oraz Uniwersytecie Owidiusza w Konstancy (2009). W 2006 roku została członkiem honorowym American Institute of Architects, zaś Europejskie Stowarzyszenie Edukacji Inżynierskiej uhonorowało ją Medalem Leonarda da Vinci. Od 2011 roku jest członkiem Europejskiej Akademii Nauk i Sztuk Pięknych. W 2014 roku zasiadała w komisji weryfikacyjnej do nagród Fundacji Fulbrighta.